# Найкращі вихідні
«Найкращі вихідні» — українська комедія 2022 року. Режисер Владислав Климчук. Прокат в Україні з 2 лютого 2022 року.

## Сюжет
«Найкращі вихідні» складаються з чотирьох новел, герої яких час від часу перетинаються на вулицях Києва. Кожен із них рушає до столиці за своїм планом: хлопці з Кривого Рогу — влаштувати легендарну парубоцьку вечірку, юна одеситка тікає з дому розшукати тата-рокера, кар'єристка зі Львова їде на співбесіду, хлопець з Німеччини прагне відшукати кохання свого життя. Але, звичайно ж, все йде шкереберть.
Сюжетні лінії фільму поєднують божевільні пригоди, Київ, улюблене морозиво та найбільший у Східній Європі музичний фестиваль...

## У ролях
Актори першого плану
- Дар'я Петрожицька
- Ірма Вітовська
- Наталія Бабенко
- Олександр Рудинський
- Еліас Райхерт
- Максим Девізоров
- Георгій Хостікоєв
- Йорґ Бертгольд
- Тарас Денисюк
- Аліна Чебан

Актори другого плану
- Максим Кириченко
- Валерій Морозов
- Богдан Осадчук
- Андрій Данилко
- Інна Білоконь
- Юлія Саніна
- Валерій Бебко
- Клим Лисюк
- Євген Кібелєв
- Альона Савраненко
- Наталія Жижченко
- Дарина Серт
- Марія Сорокіна
- Євген Йовенко
- Артем Пивоваров
- Олексій Дурнєв

## Команда, що працювала над фільмом
- Виробник — FILM.UA Group, ТОВ «Твій найкращий фестиваль»
- Дистриб’ютор — Film.ua Distribution, Кіноманія
- Режисер-постановник — Владислав Климчук
- Сценаристи — Анастасія Лодкіна
- Продюсери — Анна Єлісєєва, Дмитро Сидоренко, Олександра Мельник
- Виконавчий продюсер — Андрій Ризванюк
- Креативний продюсер — Анастасія Лодкіна